# Tycomarptes renisigna
Tycomarptes renisigna là một loài bướm đêm trong họ Noctuidae.